# Matej Miškóci

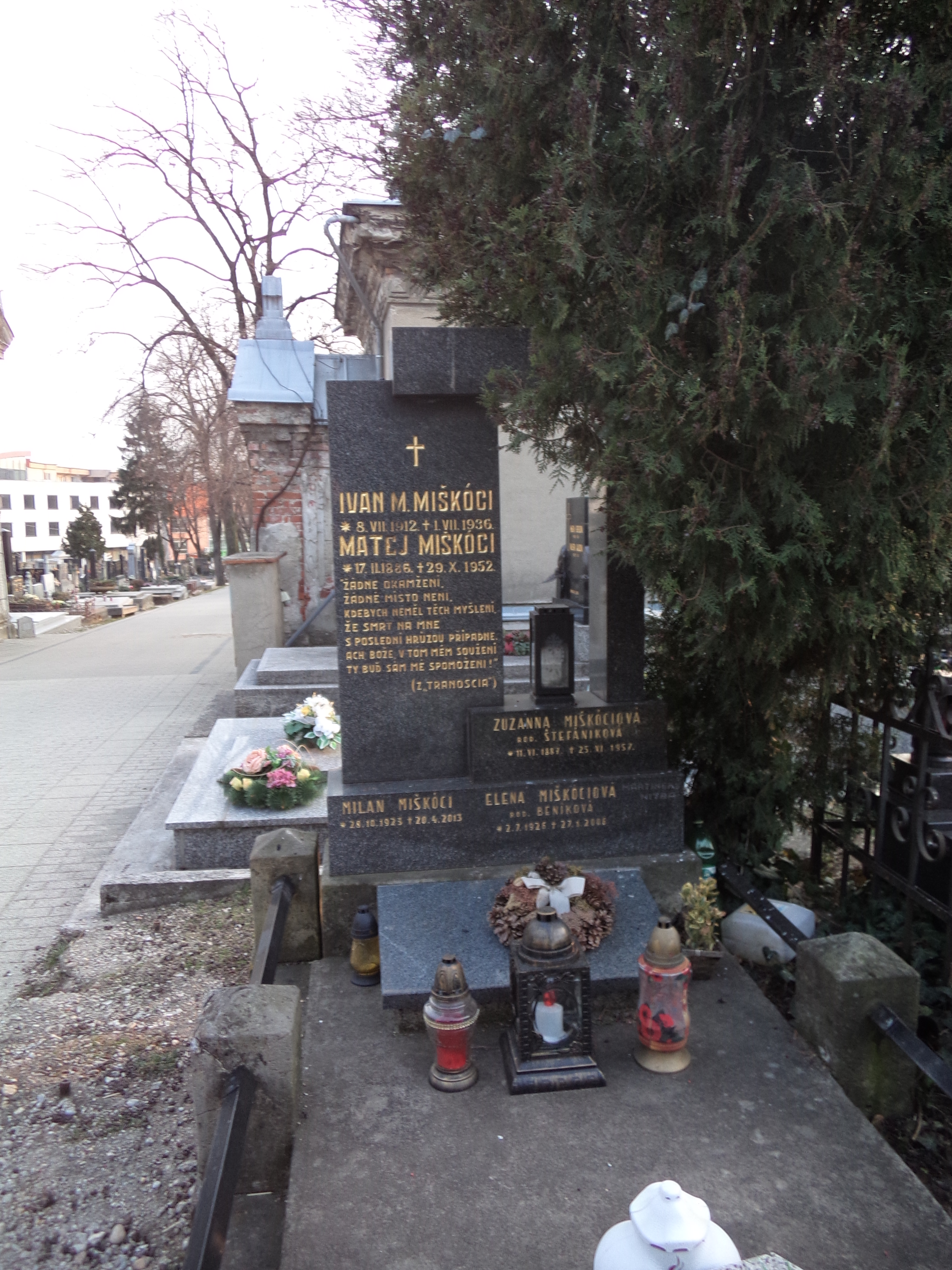
Sírhelye

Matej Miškóci (Miskóczi Mátyás; Mosóc, 1886. február 17. – Nyitra, 1952. október 29.) szlovák pedagógus, iskolafelügyelő.

## Élete
A besztercebányai gimnáziumon tanult, majd 1905-ben végzett a soproni tanítóképzőn. Ezek után 1906-tól Berezón és Dacsólámon (1913) tanított. 1910-ben Nyitrán a Major utcában volt háza. 1914-ben bevonult, majd orosz fogságba esett. 1918 második felében Omszkban az oroszországi Csehszlovák Nemzeti Tanács Toborzó Osztályának megbízottja volt. 1920-ban tért vissza a Szovjetunióból mint a Csehszlovák Légió tagja. Hazatérte után iskolafelügyelő lett Nyitra megyében. A Nyitra megyei Legionárius Szervezet (Československá Obec Legionárska) elnöke. 1922 júniusában a szervezet szélesebb végrehajtó szervének tagja. 1923-ban a szlovákiai szervezet képviselőtestületének tagja.
A második világháború alatt az ellenállás tagja, a Szlovák Nemzeti Felkelés polgári ellenállási csoportjával működött együtt.
Sokat tett a szlovák iskolarendszer kiépítéséért, több tankönyv társszerzője, újságíró és szerkesztő. Több cikket közölt a legionáriusokról és az iskolákról. A nacionalista Národná stráž újság és a legionárius mellékletének felelős szerkesztője.

## Elismerései
- 1939 Milan Rastislav Štefánik tábornok rendjének Csehszlovák katonai keresztje
- Munka hőse I. osztály

## Művei
- 1938 Nitra kolíska kresťanskej kultúry a dávnej slávy Slovenska. Bratislava. (tsz. Jozef Karvaš)